# Nether Alderley
Nether Alderley – wieś w Anglii, w hrabstwie ceremonialnym Cheshire, w dystrykcie (unitary authority) Cheshire East. Leży 45 km na wschód od miasta Chester i 244 km na północny zachód od Londynu. W 2001 miejscowość liczyła 571 mieszkańców.